# 十七条村
十七条村（じゅうしちじょうむら）は、かつて岐阜県本巣郡に存在した村である。
現在の瑞穂市十七条に該当する。
村名は条里制での美濃国十七条に由来するという。

## 歴史
- 江戸時代は尾張藩領であった。
- 1889年（明治22年）7月1日 - 町村制により十七条村が発足。
- 1897年（明治30年）4月1日 - 重里村、美江寺村、十八条村と合併し、船木村となる。同日十七条村は廃止。

## 史跡
- 十七条城址